# Maladie de Pierce
La maladie de Pierce est une maladie bactérienne mortelle pour la vigne. Elle est causée par une  	gamma proteobactérie de la famille des Xanthomonadaceae, Xylella fastidiosa.  Cette bactérie est transmise par diverses cicadelles et en particulier par les espèces du genre Homalodisca spp., ou mouche pisseuse, insecte homoptère (taxon qui rassemble des insectes piqueurs suceurs de sève, souvent vecteurs de maladies des plantes). La maladie de Pierce provoque de sérieux dégâts dans le vignoble californien en particulier.

## Histoire et diffusion
Dans les années 1880, la maladie infecta plus de 40,000 acres (160 km2) de vignes autour d'Anaheim, dévastant les vignobles. Avec les années, les producteurs californiens ont appris à s'adapter à la maladie. Cependant, avec l'introduction de la mouche pisseuse depuis le sud-est des États-Unis, la propagation de la maladie de Pierce a fortement augmenté.

## Symptômes
Lorsqu'une vigne est infectée, la bactérie entraîne la formation d'un gel dans le xylème, ce qui empêche la circulation de l'eau à travers les tissus de la plante. Les feuilles deviennent jaunes et brunes puis tombent et les rameaux meurent également. Après 1 à 5 ans, la vigne elle-même meurt. La proximité des vignobles avec les plantations de citronniers augmente la menace, car les citrus sont non seulement des hôtes pour la mouche pisseuse (où elle pond ses œufs), mais aussi leur  refuge hivernal. De la même façon, le laurier-rose (Nerium oleander), qui est une plante commune du paysage californien, est aussi un réservoir pour la bactérie Xylella.

## Sensibilité des différents cépages
La plupart des cépages de vigne européens et américains (Vitis vinifera) sont sensibles à la maladie de Pierce, mais à des degrés différents. Par exemple le chardonnay et le pinot noir figurent parmi les cépages les plus sensibles, tandis que le chenin blanc et le sylvaner sont parmi les plus tolérants.
Chez les variétés tolérantes la bactérie se diffuse plus lentement que chez les plus sensibles, mais dans les vignobles très touchés par la maladie, ces variétés peuvent malgré tout subir des pertes significatives.
L'âge est également un facteur important, les jeunes vignes étant les plus sensibles. La combinaison de l'âge et du cépage détermine la durée de survie d'une vigne à la maladie. Un jeune plant de chardonnay de moins de d'un an peut être détruit dans l'année de l'infection, tandis qu'une vigne de chenin blanc de plus de dix ans peut survivre de nombreuses années avec une infection chronique, mais avec un rendement réduit.  
Les porte-greffes ont également une sensibilité variable à l'égard de la bactérie. Par exemple, l'espèce Vitis rupestris est hautement tolérante à la maladie, mais ce caractère ne se transmet pas aux cépages greffés sur les porte-greffes.
Des recherches sont en cours aux États-Unis pour créer des variétés résistantes à la maladie de Pierce. L'objectif est d'introduire, par transgenèse ou par rétrocroisements,  des gènes de résistance provenant de vignes américaines (notamment Vitis rotundifolia et Vitis arizonica) dans des cépages classiques de manière à obtenir des cépages produisant des vins commercialement acceptables.

## Étymologie
Cette maladie doit son nom à Newton B. Pierce, premier phytopathologiste de Californie, qui fut le premier à la décrire en 1892, alors qu'elle était connue sous le nom de « Anaheim disease » ou « mysterious vine disease ».